# 21531 Billcollin
21531 Billcollin este un asteroid din centura principală de asteroizi.

## Descriere
21531 Billcollin este un asteroid din centura principală de asteroizi. A fost descoperit pe 20 iulie 1998 la Caussols în cadrul programului ODAS. Asteroidul prezintă o orbită caracterizată de o semiaxă mare de 2,76 ua, o excentricitate de 0,07 și o înclinație de 6,1° în raport cu ecliptica.